# 凉亭乡 (光山县)
凉亭乡，是中华人民共和国河南省信阳市光山县下辖的一个乡镇级行政单位。

## 行政区划
凉亭乡下辖以下地区：
农科村、毕店村、大金村、大山村、光明村、凉亭村、梁冲村、报安村、前进村、石盘冲村、王湾村、杨河村、杨岭村、朱寨村和鄢脂洼村。